# Venco

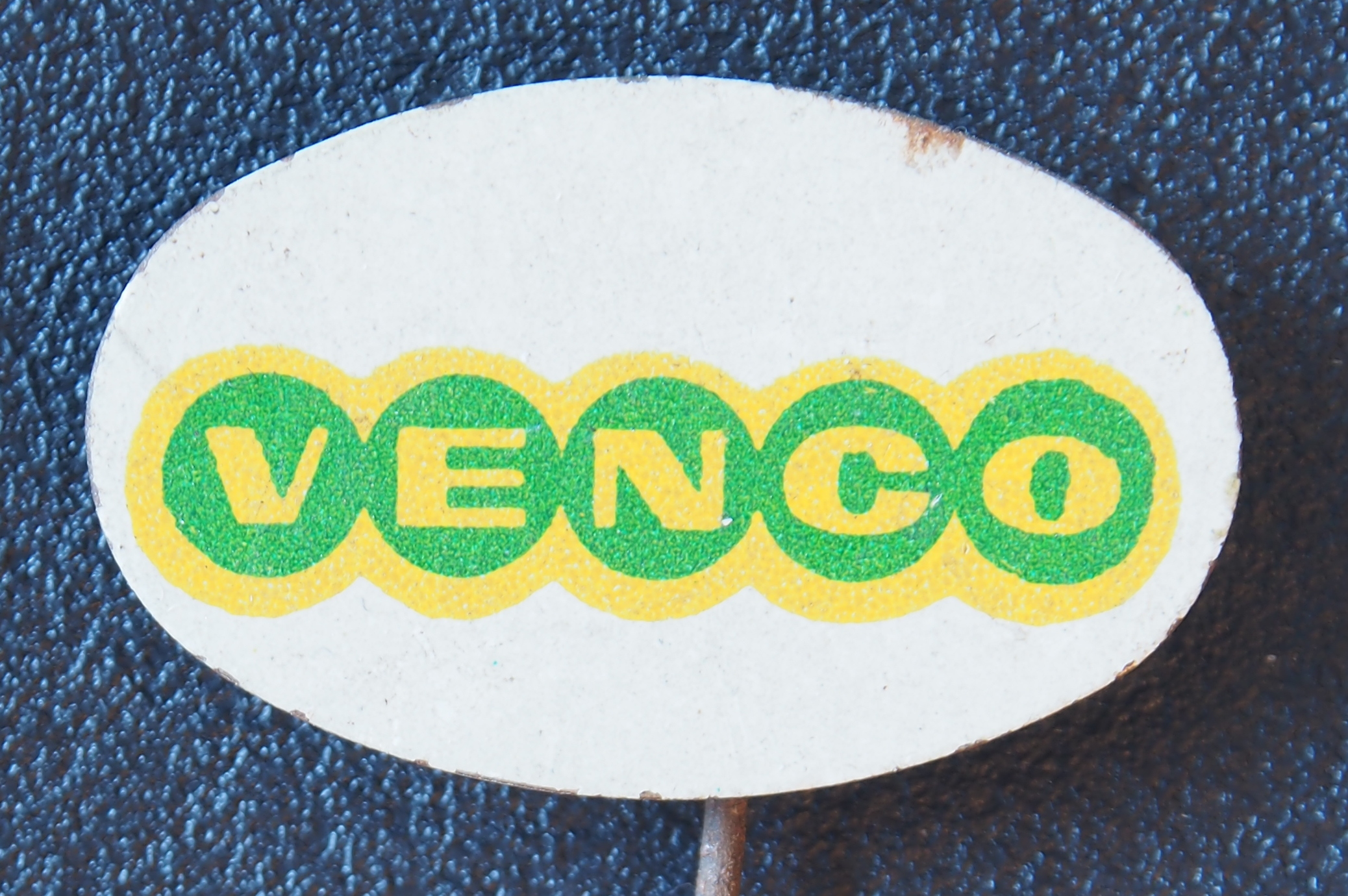
Venco-Reclamespeldje

Venco was van 1878 tot 1995 een dropwarenfabrikant en is sindsdien een dropmerk. 

## Geschiedenis
Het bedrijf werd in 1878 te Amsterdam opgericht door Gerrit van Voornveld onder de naam: Van Voornveld & Co. (Venco). De stoomfabriek was gevestigd aan de Spuistraat en produceerde pepermunt, drop en jujubes (hoestbonbons). Toen het Hoofdpostkantoor op deze plaats werd gebouwd, verhuisde het bedrijf naar het Singel. De hoestwerende pastilles vonden gretig aftrek tijdens de griepepidemie van 1891, zodat de fabriek groeide.

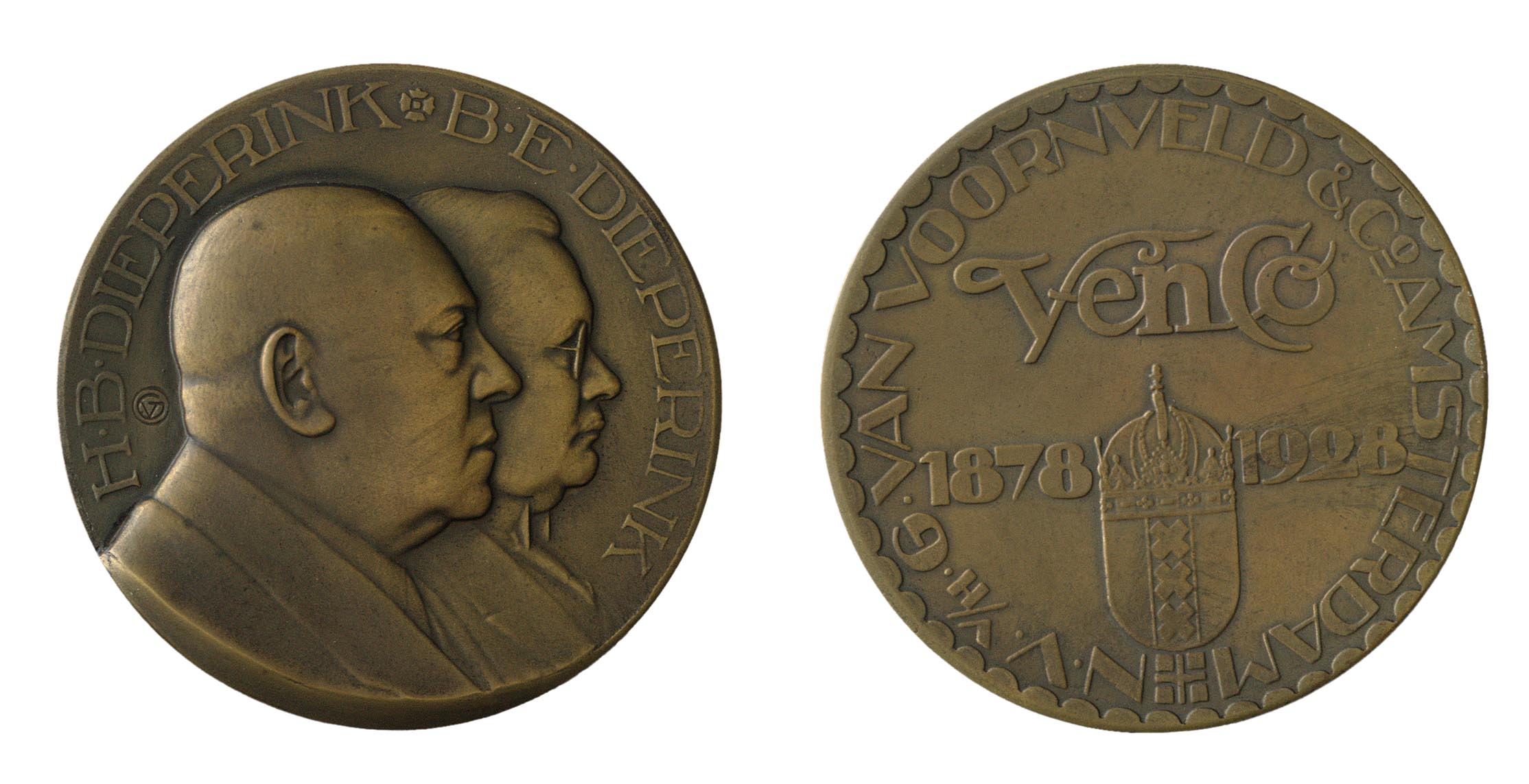
Penning bij het 50-jarig bestaan van G. van Voornveld & Co (1928)

In 1899 werd de fabriek overgenomen door de gebroeders Dieperink en in 1904 verhuisde de onderneming naar de Lindengracht. Vooral pepermunt, anijstabletten, gomballen en haverstro-pastilles werden toen geproduceerd. In 1915 werd Venco een naamloze vennootschap. 
In 1959 verhuisde het bedrijf naar Naarden.
In 1965 werd het aandelenkapitaal van Venco overgenomen door Red Band. Tot 1977 bleef Venco zelfstandig bestaan, waarna het werd opgenomen in de Verenigde Dropfabrieken (VDF) welke in 1986 door de Centrale Suiker Maatschappij werden overgenomen.
In 1995 werd de fabriek te Naarden gesloten, en werd de productie overgebracht naar de Red Band-fabrieken te Roosendaal.
Sinds 2012 is Venco een dropmerk van Cloetta.